# Магала (Дубесарський район)
Магала (рум. Mahala) — село в Молдові в Дубесарському районі. Входить до складу комуни, центром якої є село Коржова.